# Sadowe (rejon nyżniohirski)
Sadowe (ukr. Садове, ros. Садовое, Sadowoje) – wieś na Ukrainie, w Autonomicznej Republice Krymu (de iure stanowiącej integralną część państwa ukraińskiego, w 2014 anektowanej przez Rosję i odtąd funkcjonującej jako Republika Krymu), w rejonie nyżniohirskim. W 2001 liczyła 3244 mieszkańców, wśród których 254 wskazało jako ojczysty język ukraiński, 1975 rosyjski, 721 krymskotatarski, 14 białoruski, 1 ormiański, 1 polski, 204 grecki, a 74 inny. Według spisu ludności przeprowadzonego przez okupacyjne władze rosyjskie populacja wsi w 2014 wynosiła 2874 osoby.